# Kimberly Drew
Kimberly Drew, née le 12 août 1990, est une conservatrice d'art et écrivaine américaine. Ancienne responsable des médias sociaux pour le Metropolitan Museum of Art, elle est active sur les réseaux sociaux sous son pseudonyme @MuseumMammy.
Elle publie son premier livre, This Is What I Know About Art, en juillet 2020.

## Carrière
En mars 2011, Drew lance le blog Black Contemporary Art, sur la plateforme Tumblr, alors qu'elle est encore étudiante à l'université. Accompagnée d'autres rédacteurs, elle publie sous une forme de référentiel visuel, des articles sur les artistes noirs qui figurent sur les sites en ligne des musées mais n'ont aucune présence numérique sur Tumblr,. Drew se qualifie de « a curator of "black art and experiences" » (« une conservatrice de "l'art et des expériences noirs" ») et est reconnue par Artsy pour avoir plaidé en faveur de l'égalité raciale dans le monde de l'art. Pour elle, il est nécessaire de lier l'art et l'activisme, comme celui lié aux manifestations Black Lives Matters, particulièrement à la suite des meurtres de personnes noires américaines, telles que George Floyd, Breonna Taylor, Ahmaud Arbery et Tony McDade. En 2016, son compte Tumblr compte plus de 200 000 abonnés.
En juillet 2015, Elle est embauchée en tant qu'Associate Online Community Producer, au Metropolitan Museum of Art de New York. Responsable des médias sociaux, elle a commence alors à utiliser le pseudo @MuseumMammy, sur Twitter et Instagram, qui devient rapidement un élément clé de sa personnalité en ligne, reprenant de façon piquante le stéréotype séculaire lié à la domesticité des femmes noires. En 2016, son compte Instagram compte plus de 300'000 abonnés. Elle occupe ce poste jusqu'en novembre 2019, date à laquelle elle entame une carrière de journaliste pigiste, dans le but de renouer avec son amour de l'écriture. 
En 2016, Kimberly Drew gère le compte Instagram de la Maison-Blanche, pendant le déroulement du festival South by South Lawn proposé par l'administration Obama, une version du très populaire festival South by Southwest, organisé chaque année à Austin,. Puis, en juillet de la même année, elle organise un projet, en partenariat avec les écrivaines Taylor Renee Aldridge et Jessica Lynne, ainsi que l'historienne de l'art Jessica Bell Brown, un projet appelé Black Art Incubator, ouvert et accessible aux personnes de tous horizons en lien avec la diaspora africaine, sous forme de groupe de réflexion évolutif. Le projet est composé de deux mois d'échanges de livres, de critiques d'art et de tables rondes et se déroule dans l'espace d'exposition Recess de SoHo, dans le quartier de Manhattan.
Elle est membre du conseil d'administration de Recess (une petite organisation artistique basée à Tribeca et au centre-ville de Brooklyn.

### Écriture
Le 2 juillet 2020, Kimberly Drew publie son premier livre, destiné aux jeunes adultes et titré This Is What I Know About Art,,.
En décembre 2020, elle co-édite et publie l'anthologie Black Futures, avec la journaliste Jenna Wortham. Cette anthologie résume les différentes formes d'art exercées par plus de cent créateurs noirs répondant à la question : « What does it mean to be Black and alive, right now? » (« Qu'est-ce que cela signifie d'être noir et vivant, en ce moment ? »). Cette publication marque une époque où l'apogée de l'autonomisation des Noirs coexiste avec une forte oppression systémique.

## Publications
- (en) Kimberly Drew, This is what I know about art, Penguin, 2 juin 2020, 64 p. (ISBN 978-0593095188)
- (en) Jenna Wortham et Kimberly Drew, Black Futures, One World, décembre 2020, 544 p. (ISBN 978-0399181139)

## Vie privée
Kimberly Drew fait partie de la communauté queer, et revendique son identité lesbienne. Depuis 2012, elle réside à Bedford-Stuyvesant, dans le quartier de Brooklyn, à New York.